# Calceolaria pisacomensis
Calceolaria pisacomensis là một loài thực vật có hoa trong họ Calceolariaceae. Loài này được Meyen ex Walp. mô tả khoa học đầu tiên năm 1843.